# Novosedly nad Nežárkou
Novosedly nad Nežárkou település Csehországban, a Jindřichův Hradec-i járásban. Novosedly nad Nežárkou Val, Hatín, Pístina, Stráž nad Nežárkou, Stříbřec, Třeboň, Klec és Lužnice településekkel határos. Lakosainak száma 707 fő (2024. január 1.).

## Népesség
A település lakosságának változását az alábbi diagram mutatja:
| Lakosok száma | 1626 | 1622 | 1540 | 1045 | 731  | 657  | 664  | 659  | 690  | 707  |
|               | 1869 | 1890 | 1921 | 1950 | 1980 | 2001 | 2017 | 2019 | 2022 | 2024 |